# W.I.T.C.H.
W.I.T.C.H. is een Italiaanse fantasy/superhelden-stripserie, bedacht door Elisabetta Gnone. Sinds april 2001 verschijnt de stripserie maandelijks. Er is ook een animatieserie gebaseerd op de strip.
De titel van de stripserie is een acroniem van de eerste letters van de voornamen van de vijf hoofdpersonages: Will, Irma, Taranee, Cornelia en Hay Lin.
De strip is getekend in een manga-achtige tekenstijl. In Japan is er ook een mangaversie van de strip uitgebracht door Haruko Iida (飯田晴子, Iida Haruko).

## Inhoud
De stripserie draait om vijf tieners woonachtig in Heatherfield, die op een dag worden uitgekozen om de nieuwe wachters te worden van Kandrakar, een magisch rijk in het centrum van het universum. Ze moeten als wachters het universum beschermen tegen verschillende bovennatuurlijke bedreigingen. Hun gids bij deze taak is het Orakel, dat over Kandrakar heerst.
De vijf krijgen voor hun taak magische krachten, gebaseerd op de vier klassieke elementen water, vuur, aarde en lucht, aangevuld met kwintessens. Ze krijgen ook een medaillon genaamd 'Hart van Kandrakar', dat hun krachten bijeenhoudt. De vijf meisjes moeten proberen hun aardse leven te combineren met hun nieuwe taak, en tegelijk zorgen dat niemand hun geheim ontdekt.
De stripserie bevat meerdere lange verhaallijnen, die meestal 12 afleveringen beslaan. De reeds gepubliceerde verhaallijnen zijn:
De twaalf poortenDe vijf nieuwe wachters worden uitgekozen. Ze moeten het opnemen tegen de kwaadaardige prins Phobos, die het magische land Meridiaan in zijn greep houdt.
Nerissa's wraakDe wachters komen oog in oog te staan met Nerissa, een van de vorige wachters die haar medewachters verried en het Hart van Kandrakar voor eigen doeleinden wilde gebruiken.
Ari van ArkhantaEr dreigt een breuk in het team, net wanneer Ari, de krijgsheer van Arkhanta, terugkeert en het orakel wil vernietigen. Bovendien start Interpol een nieuw onderzoek naar de W.I.T.C.H., en willen ze hun krachten gebruiken voor militaire doeleinden. Na dat onderzoek zouden de W.I.T.C.H. meisjes worden geliquideerd. Tevens dient een zesde wachter zich aan: Orube.
EndarnoWanneer steeds meer mensen gaan twijfelen aan de ware intenties van het Orakel, besluit hij een rechtszaak aan te spannen om zichzelf te laten beoordelen. Endarno wordt gekozen als nieuw orakel. Hij blijkt een oude vijand van de W.I.T.C.H. te zijn.
Het boek der ElementenDe krachten van de wachters nemen steeds verder toe. Ondertussen ontneemt het Orakel Cedric zijn krachten zodat hij kan bewijzen te zijn bekeerd. Cedric gaat echter op zoek naar een manier om zijn krachten terug te krijgen.
RagorlangHay Lin ontmoet Karl en Tecla Ibsen. Zij vertellen haar over de Ragorlang, een monster dat zich voedt met de stem en gedachten van mensen. Niet lang daarna ontmoeten de wachters Ragorlang.
New PowerEen nieuw kwaad dwingt het Orakel om Kandrakar los te koppelen van alle andere werelden. Daarmee verliezen de wachters hun krachten, die vervangen worden door veel sterkere. Om ze te leren beheersen moeten ze de bron van hun magie vinden.
Teach 2b WitchDe wachters moeten de magisch begaafde kinderen van Heatherfield vinden om ze te leren met hun krachten om te gaan. Hiertoe krijgen ze toegang tot een magische, mobiele school. Maar ze krijgen wederom met nieuwe vijanden te maken.
100% WITCHIn deze episode gaat het dagelijkse leven van WITCH gewoon door en wordt er altijd om wat voor reden dan ook magie toegepast. En zoals altijd wordt er met één of meerdere vijanden afgerekend.

## Personages

### Protagonisten
Wilhelmina "Will" VandomIn de Amerikaanse serie ook wel Wilma genoemd; de leidster van de vijf wachters en de hoedster van het Hart van Kandrakar. Ze heeft kort rood haar en bruine ogen. Haar element is kwintessens (het vijfde element dat lijkt op bliksem, het kan dingen tot leven brengen). Aanvankelijk vertrouwt ze niemand in Heatherfield daar ze nog maar net verhuisd is. Ze is een beetje jongensachtig. Ze kan de gevoelens en gedachten van dieren begrijpen.
Irma LairEen brunette. Haar element is water. Haar vader werkt bij de politie. Ze heeft een wat onvoorspelbare persoonlijkheid, en heeft een talent om mensen te beledigen. Met haar krachten kan ze mensen manipuleren. Ook is zij in staat haar eigen en anderen hun wensen in vervulling te brengen.
Taranee CookEen wat verlegen en teruggetrokken tiener. Als ze eenmaal een doel voor ogen heeft, kan ze echter zeer gedreven worden. Ze houdt van basketbal, dansen, fotografie, klassieke muziek en wiskunde. Haar element is vuur.
Cornelia HaleEen tiener met lang blond haar, en de macht over het element aarde. Ze lijkt stoer en overmoedig, maar diep van binnen is ze een stuk zachtaardiger. Ze komt uit de hogere kringen en houdt van winkelen. Met haar krachten kan ze materie manipuleren en met de aarde spreken.
Hay LinEen Aziatisch meisje. Ze is erg creatief en enthousiast (soms tè). Haar element is lucht. Ze houdt van tekenen en maakt haar eigen kleding. Haar grootmoeder, Yan Lin, was ook een wachter, eveneens van het element lucht.
OrubeEen uitverkorene van Kandrakar die pas in de derde verhaallijn van de strip wordt geïntroduceerd. Ze heeft sinds haar jeugd martiale oefeningen gevolgd in de Tuin van de twee Zonnen op Basiliade, haar geboorteplaneet. Tijdens haar verblijf op aarde droeg ze de schuilnaam Rebecca Rudolph. Ze heeft magische krachten zoals de Wachters, maar deze zijn niet gerelateerd aan een element. Over het algemeen maakt ze vooral gebruik van de door haar geleerde vechtsporten.
Het OrakelHeerst over Kandrakar, en is een zeer wijs man. Hij komt oorspronkelijk ook van Basiliade, net als Orube. Als Orakel heeft hij een zeer sterk magisch vermogen. Tot zijn schande heeft hij ontdekt dat hij niet onfeilbaar is, wat Yan Lin en vooral de Wachters wel hebben bewezen zonder het hem te hoeven zeggen. Na de laatste bezetting van Kandrakar door Dark Mother heeft hij zijn functie overgedragen aan Yan Lin.
TiborDe adviseur van het Orakel.

### Antagonisten
Prins PhobosDe antagonist van de eerste verhaallijn. Hij regeert over de planeet Meridiaan. Zijn doel is om zijn lang verloren zus te vinden zodat hij haar kan doden voor haar macht.
CedricEen kwaadachtig slangenmonster dat prins Phobos dient. Zijn belangrijkste eigenschap is dat hij de gedaante van anderen kan aannemen.
NerissaDe vorige bewaker van het hart van Kandrakar, en de primaire antagonist van de tweede verhaallijn. Haar helpers zijn vier demonische ridders: Khor, Shagon, Ember en Tridart.
AriDe antagonist van de derde verhaallijn. Hij is een boer uit de wereld Arkhanta, die in een poging een genezing te vinden voor de aandoening van zijn zoon bezeten werd door macht. Hij wordt uiteindelijk heer van Arkhanta en begint een oorlog tegen Kandrakar om het orakel te dwingen hem te helpen.
EndarnoDe antagonist van de vierde verhaallijn. Hij wordt tijdelijk het nieuwe orakel, en doet alles om mensen die nog trouw zijn aan het oude Orakel weg te werken. De waarheid is echter dat het lichaam van Endarno overgenomen is door Phobos die de macht wil overnemen in het universum. Het is Cedric die dat het eerste te weten komt.
Jonathan LudmooreDe eerste bewoner van Meridiaan die de aarde bezoekt. Hij gebruikt in de vijfde verhaallijn Cedric als pion in zijn plan om de vijf elementen uit te schakelen en zo de wachters hun krachten te ontnemen.
Tecla IbsenDe meesteres van de Ragorlang. Ze laat hem energie van mensen voor haar stelen om zo eeuwig jong te blijven.
Dark MotherDe kwaadaardige elementale koningin van de aarde. Ze wil van Kandrakar haar eigen koninkrijk maken, met het Orakel als haar ondergeschikte.
Professor TakedaEen aardse uitvinder, gespecialiseerd in geavanceerde koelsystemen, die een manier heeft gevonden om naar andere werelden te reizen. Hij wil alle magie in het universum uitroeien in een poging zijn dochter, die in een magische coma is beland, te helpen.

## Werelden
KandrakarDe centrale wereld in de stripserie. Kandrakar bevindt zich in het centrum van het universum, en verbindt alle andere werelden met elkaar. Deze wereld ontstond in de begindagen van het universum als thuisbasis voor diegenen die over alle dimensies moesten waken. Onder andere het Orakel woont hier.
MeridiaanEen rood/oranje planeet. Er wonen zowel mensen als fantasiewezens. De samenleving op de planeet doet denken aan een aardse middeleeuwse samenleving.
ArkhantaDe thuiswereld van Ari, die dankzij de hulp van de banshee Yua een welvarend rijk wist te stichten. Het klimaat, de flora en fauna lijken op dat van de aarde. Het peil van de beschaving lijkt op dat van de Renaissance.
BasilíadeDe thuiswereld van Orube en het Orakel Himerish, samen met het diertje We. Basilíade wordt bewoond door mensen met katachtige trekken, en lijkt qua samenleving op het oude Japan.
Snelle WereldEen wereld die normaal gesproken niet waarneembaar is. De industrieel Takeda opende een poort naar deze wereld met zijn machine 'Coldness'. De mensen lijken op ons, maar de samenleving bestaat uit elementen uit de achttiende, negentiende en twintigste eeuw door elkaar.

## Andere media
- Behalve de strips bestaan er ook stripromans en boeken over W.I.T.C.H. Onder anderen de Deense auteur Lene Kaaberbøl heeft een aantal boeken geschreven over de strip.

- In 2003 werd de eerste verhaallijn van de strip omgezet naar een W.I.T.C.H. animatieserie van 26 afleveringen. Toon Disney zond de eerste afleveringen eind 2004 in de Verenigde Staten uit.

- Later is ook de tweede verhaallijn als animatieserie verschenen (als vervolg op de eerste serie) met tevens 26 afleveringen. Dit tweede seizoen van de W.I.T.C.H. animatieserie is wel in Amerika verschenen, en is in Nederland onvertaald uitgezonden op Disney Channel. Er waren echter maar weinig kijkers, omdat de uitzendtijden erg laat waren.[1]